# Glenn County
Glenn County er et amt beliggende i den nordlige del af Central Valley i den amerikanske delstat Californien. Hovedbyen i amtet er Willows. I år 2010 havde amtet 930.450 indbyggere.

## Historie
Glenn County blev dannet i 1891 fra dele af Colusa County. Det blev opkaldt efter Hugh J. Glenn, som var den største dyrker af hvede i delstaten på dette tidspunkt, og en mand med stor fremtrædende plads i det politiske og økonomiske liv i Californien.

## Geografi
Ifølge United States Census Bureau er Glenns totale areal er 3.437,3 km² hvoraf de 32 km² er vand. 

### Grænsende amter
- Colusa County - syd
- Lake County - sydvest
- Mendocino County - vest
- Tehama County - nord
- Butte County - øst

### Byer i Glenn
| - Artois - Butte City - Elk Creek - Fruto - Hamilton City - Orland - Willows |